# Chaetophthalmus brevigaster
Chaetophthalmus brevigaster är en tvåvingeart som först beskrevs av Macquart 1846.  Chaetophthalmus brevigaster ingår i släktet Chaetophthalmus och familjen parasitflugor. Inga underarter finns listade i Catalogue of Life.